# Montaigu-de-Quercy
Pour les articles homonymes, voir Montaigu.
Montaigu-de-Quercy est une commune française située dans le nord-ouest du département de Tarn-et-Garonne, en région Occitanie.
Sur le plan historique et culturel, la commune est dans le Quercy Blanc, correspondant à la partie méridionale du Quercy, devant son nom à ses calcaires lacustres du Tertiaire.
Exposée à un climat océanique altéré, elle est drainée par la Petite Séoune, le Boudouyssou, la Séoune, le Vigor et par divers autres petits cours d'eau. La commune possède un patrimoine naturel remarquable : un site Natura 2000 (« le Boudouyssou ») et neuf zones naturelles d'intérêt écologique, faunistique et floristique.
Montaigu-de-Quercy est une commune rurale qui compte 1 295 habitants en 2022, après avoir connu un pic de population de 4 221 habitants en 1821. Ses habitants sont appelés les Montacutains ou Montacutaines.

## Géographie

### Localisation
Commune située dans le Quercy et plus précisément dans le Quercy Blanc en Agenais, à 33 km au nord de Moissac, entre Fumel et Lauzerte. La commune est limitrophe des départements du Lot et de Lot-et-Garonne.

### Communes limitrophes
Montaigu-de-Quercy est limitrophe de dix autres communes dont deux dans le département du Lot et trois dans le département de Lot-et-Garonne.
Les communes limitrophes sont Montcuq-en-Quercy-Blanc, Anthé, Courbiac, Tournon-d'Agenais, Belvèze, Lacour, Lauzerte, Roquecor, Touffailles et Porte-du-Quercy.
| Tournon-d'Agenais (Lot-et-Garonne), Anthé (Lot-et-Garonne) | Courbiac (Lot-et-Garonne) | Porte-du-Quercy (Lot), Montcuq-en-Quercy-Blanc (Lot) |
| Roquecor                                                   | Montaigu-de-Quercy        | Belvèze                                              |
| Lacour                                                     | Touffailles               | Lauzerte                                             |

### Géologie et relief
La superficie de la commune est de 7 644 hectares ; son altitude varie de 131  à   295 mètres.

### Hydrographie

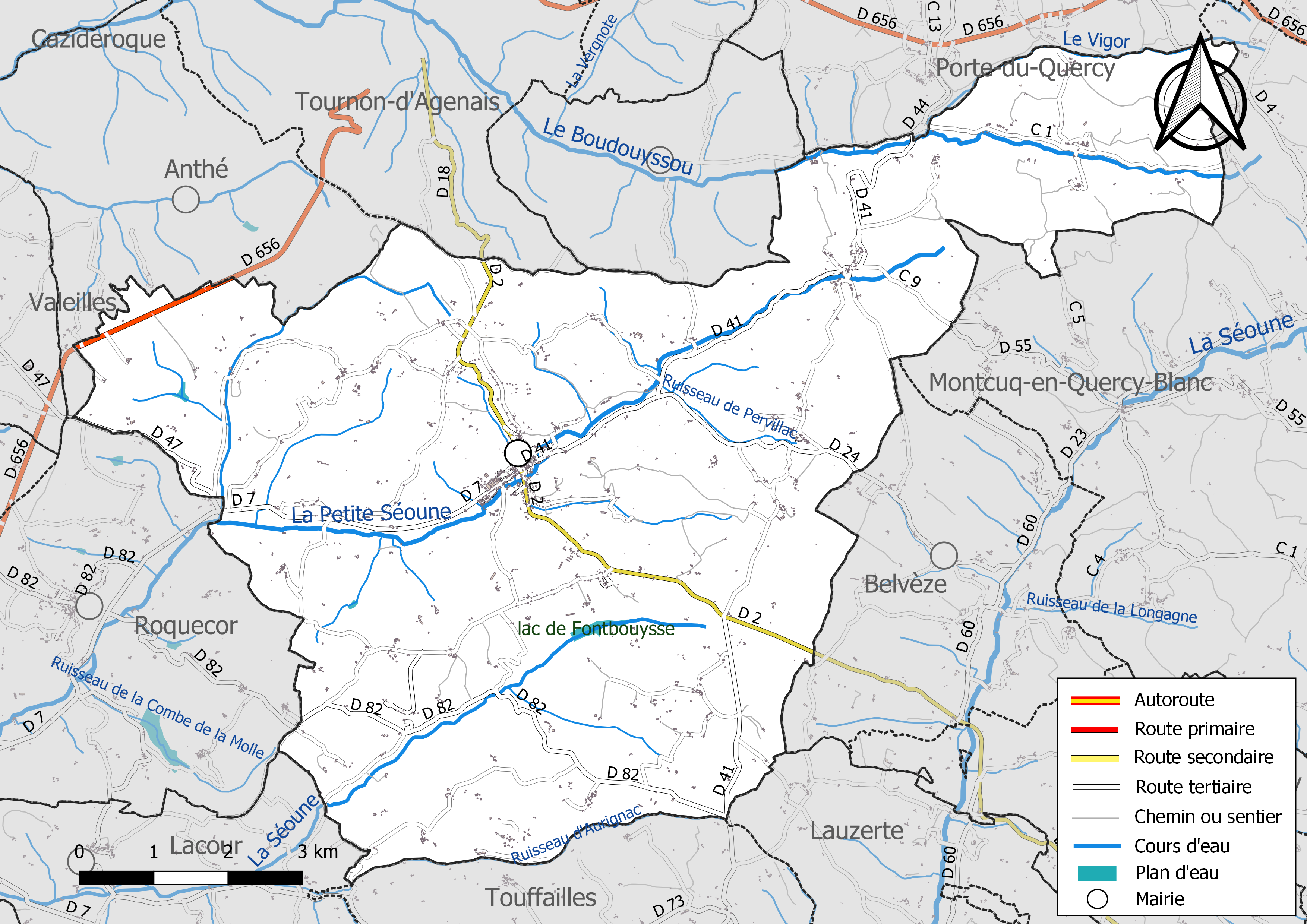
Réseaux hydrographique et routier de Montaigu-de-Quercy.

La commune est dans le bassin versant de la Garonne, au sein du bassin hydrographique Adour-Garonne. Elle est drainée par la Petite Séoune, le Boudouyssou, le ruisseau de Montsembosc appelé improprement la Séoune, le Vigor, un bras de la Petite Séoune, le ruisseau d'Aurignac, le ruisseau de la Fontaine de Bioule le ruisseau de Pervillac et par divers petits cours d'eau, constituant un réseau hydrographique de 55 km de longueur totale,.
La Petite Séoune, d'une longueur totale de 28,4 km, prend sa source dans la commune et s'écoule du nord-est au sud-ouest. Elle traverse la commune et se jette dans la Séoune à Puymirol, après avoir traversé 12 communes.
Le Boudouyssou, d'une longueur totale de 32 km, prend sa source dans la commune de Montcuq-en-Quercy-Blanc et s'écoule d'est en ouest. Il traverse la commune et se jette dans le Lot à Penne-d'Agenais, après avoir traversé 10 communes.
La Séoune proprement dite ne traverse pas cette commune.

### Climat
Pour des articles plus généraux, voir Climat de l'Occitanie et Climat de Tarn-et-Garonne.
En 2010, le climat de la commune est de type climat océanique altéré, selon une étude du Centre national de la recherche scientifique s'appuyant sur une série de données couvrant la période 1971-2000. En 2020, Météo-France publie une typologie des climats de la France métropolitaine dans laquelle la commune est toujours exposée à un climat océanique altéré et est dans la région climatique Aquitaine, Gascogne, caractérisée par une pluviométrie abondante au printemps, modérée en automne, un faible ensoleillement au printemps, un été chaud (19,5 °C), des vents faibles, des brouillards fréquents en automne et en hiver et des orages fréquents en été (15 à 20 jours).
Pour la période 1971-2000, la température annuelle moyenne est de 12,5 °C, avec une amplitude thermique annuelle de 15,4 °C. Le cumul annuel moyen de précipitations est de 873 mm, avec 10,7 jours de précipitations en janvier et 6,2 jours en juillet. La station météorologique de Météo-France installée sur la commune et en service de 1992 à 2014 permet de connaître l'évolution des indicateurs météorologiques pour la période 1981-2010. 
| Mois                                  | jan.            | fév.            | mars         | avril           | mai         | juin        | jui.          | août           | sep.         | oct.        | nov.          | déc.         | année    |
| ------------------------------------- | --------------- | --------------- | ------------ | --------------- | ----------- | ----------- | ------------- | -------------- | ------------ | ----------- | ------------- | ------------ | -------- |
| Température minimale moyenne (°C)     | 2,4             | 2,6             | 4,5          | 6,6             | 10,2        | 13,4        | 15            | 15,2           | 11,9         | 9,9         | 5,2           | 2,9          | 8,3      |
| Température moyenne (°C)              | 5,8             | 6,8             | 9,7          | 12              | 16,1        | 19,6        | 21,4          | 21,5           | 17,7         | 14,4        | 8,9           | 6            | 13,4     |
| Température maximale moyenne (°C)     | 9,1             | 11              | 14,9         | 17,5            | 21,9        | 25,7        | 27,8          | 27,7           | 23,6         | 19          | 12,5          | 9,2          | 18,4     |
| Record de froid (°C) date du record   | −10 13.01.03    | −14 09.02.12    | −10 01.03.05 | −2,5 04.04.1996 | 1 06.05.02  | 4 01.06.06  | 7 02.07.12    | 6,5 29.08.1998 | 2,5 27.09.10 | −4 16.10.09 | −7 17.11.07   | −10 26.12.10 | −14 2012 |
| Record de chaleur (°C) date du record | 18,5 15.01.1993 | 23,5 15.02.1998 | 26 20.03.05  | 30 08.04.11     | 34 30.05.01 | 39 21.06.03 | 38,5 21.07.06 | 41 12.08.03    | 36 03.09.05  | 30 02.10.11 | 23 01.11.1999 | 18 08.12.10  | 41 2003  |
| Précipitations (mm)                   | 73              | 66,4            | 62,2         | 78,6            | 86,5        | 67,1        | 53,7          | 61,4           | 68,1         | 73          | 74,3          | 76,2         | 840,5    |

Pour la période 1991-2020, la température moyenne annuelle observée sur la station météorologique de Météo-France la plus proche, « Lauzerte », sur la commune de Lauzerte à 13 km à vol d'oiseau, est de 13,6 °C et le cumul annuel moyen de précipitations est de 684,3 mm. 
La température maximale relevée sur cette station est de 41,1 °C, atteinte le 24 août 2023 ; la température minimale est de −12,3 °C, atteinte le 9 février 2012,,.
Les paramètres climatiques de la commune ont été estimés pour le milieu du siècle (2041-2070) selon différents scénarios d'émission de gaz à effet de serre à partir des nouvelles projections climatiques de référence DRIAS-2020. Ils sont consultables sur un site dédié publié par Météo-France en novembre 2022.

### Milieux naturels et biodiversité

#### Réseau Natura 2000

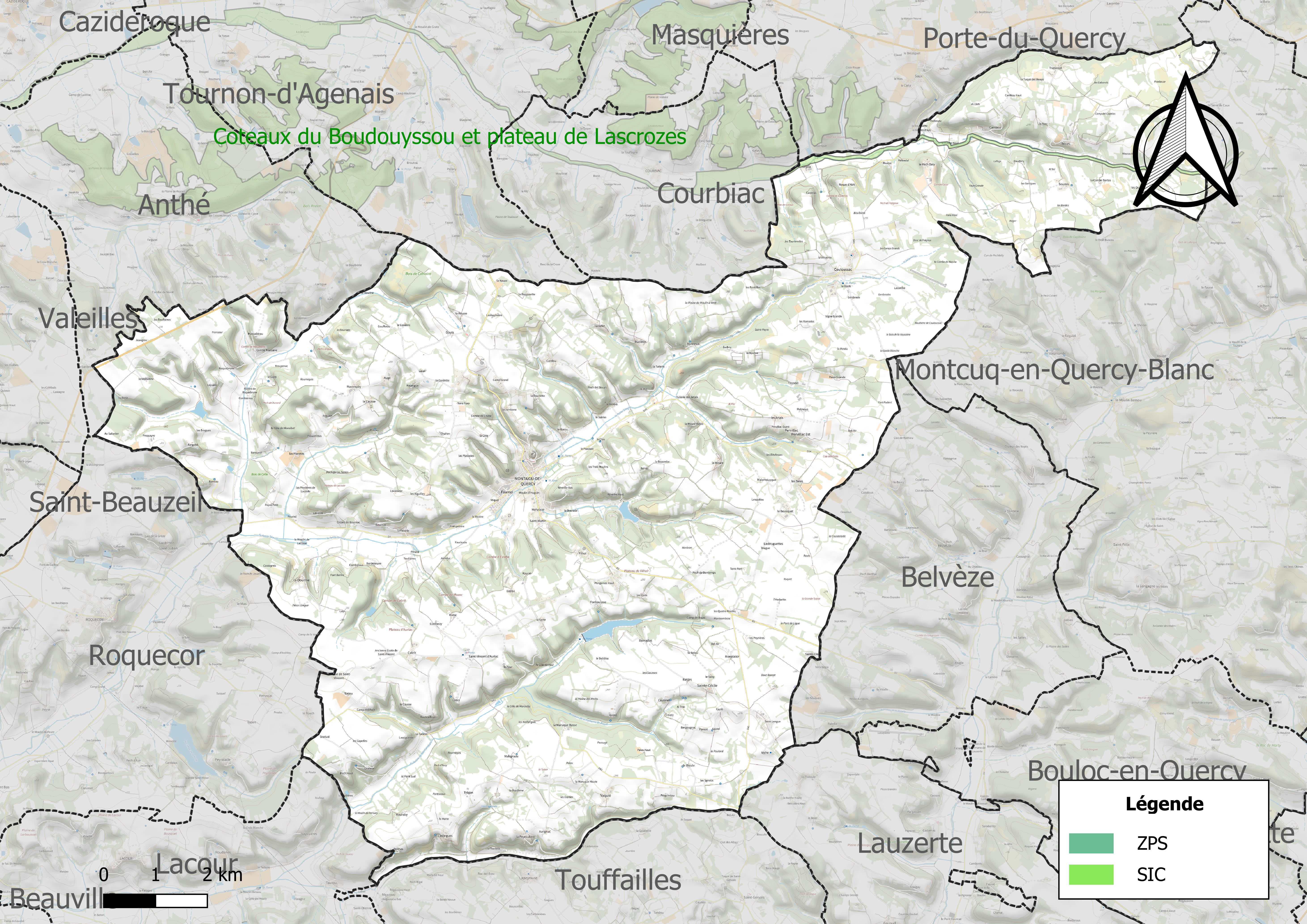
Site Natura 2000 sur le territoire communal.

Le réseau Natura 2000 est un réseau écologique européen de sites naturels d'intérêt écologique élaboré à partir des directives habitats et oiseaux, constitué de zones spéciales de conservation (ZSC) et de zones de protection spéciale (ZPS).
Un site Natura 2000 a été défini sur la commune au titre de la directive habitats : « le Boudouyssou », d'une superficie de 236 ha0.

#### Zones naturelles d'intérêt écologique, faunistique et floristique
L’inventaire des zones naturelles d'intérêt écologique, faunistique et floristique (ZNIEFF) a pour objectif de réaliser une couverture des zones les plus intéressantes sur le plan écologique, essentiellement dans la perspective d’améliorer la connaissance du patrimoine naturel national et de fournir aux différents décideurs un outil d’aide à la prise en compte de l’environnement dans l’aménagement du territoire.
Huit ZNIEFF de type 1 sont recensées sur la commune :
- la « butte de serre Longue » (49 ha), couvrant 2 communes du département[19] ;
- le « Clot des Albas » (49 ha), couvrant 3 communes du département[20] ;
- « la Mouline et bois de Calvaire » (171 ha), couvrant 2 communes dont une dans le Lot-et-Garonne et une dans le Tarn-et-Garonne[21] ;
- les « Penchants d'Auriac » (481 ha), couvrant 3 communes du département[22] ;
- les « plateaux et penchants de Bagor et Las Cabanels » (460 ha), couvrant 4 communes dont trois en Lot et une en Tarn-et-Garonne[23] ;
- la « vallée de Montaigu-de-Quercy » (533 ha)[24] ;
- le « vallon du ruisseau d'Aurignac » (216 ha), couvrant 3 communes du département[25] ;
- les « vallons de Bioule et de Montsembosc » (233 ha)[26] ;

et une ZNIEFF de type 2, :
les « coteaux du Boudouyssou » (1 615 ha), couvrant 7 communes dont une dans le Lot, quatre en Lot-et-Garonne et deux en Tarn-et-Garonne.

Carte des ZNIEFF de type 1 et 2 à Montaigu-de-Quercy.
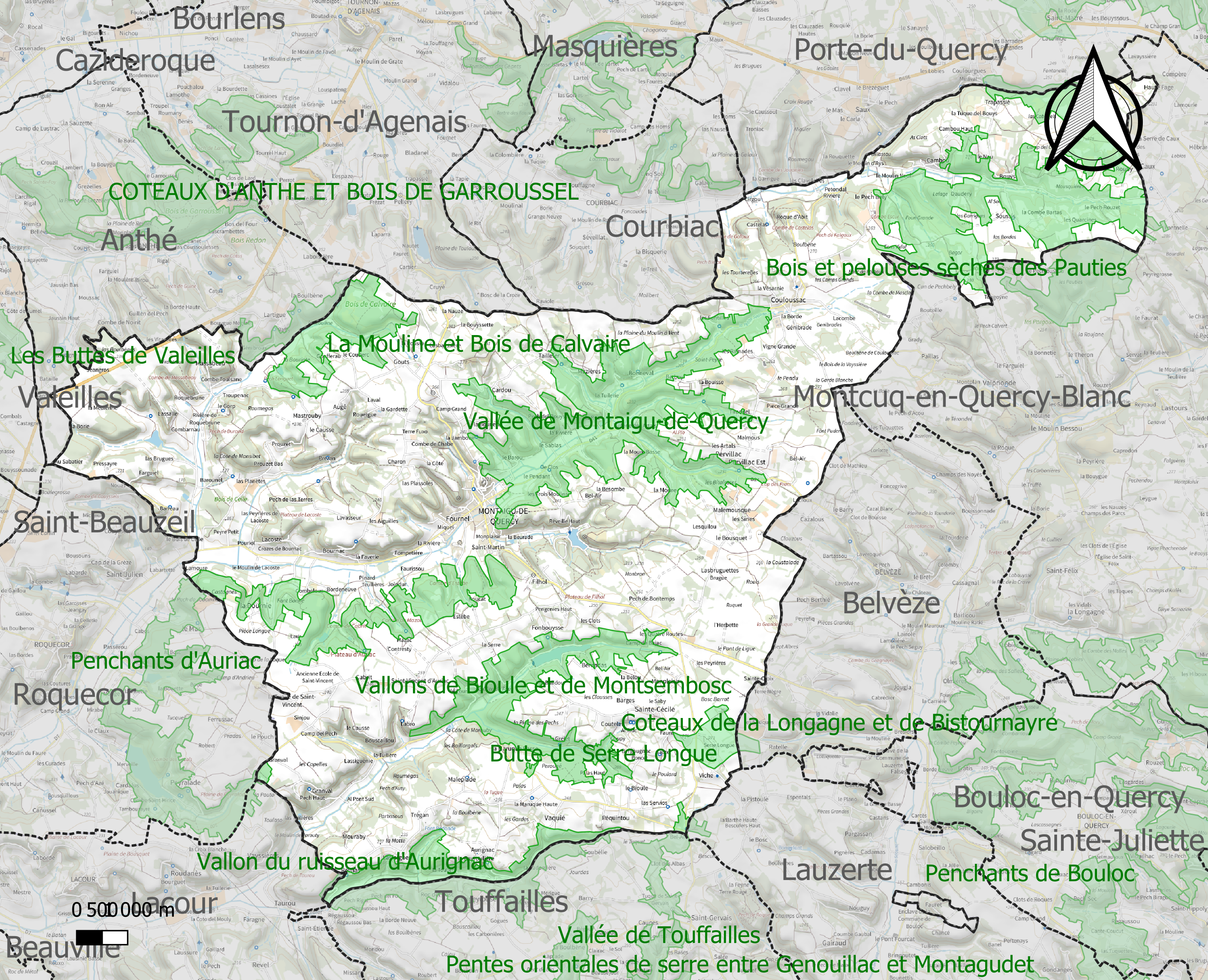
Carte des ZNIEFF de type 1 sur la commune.
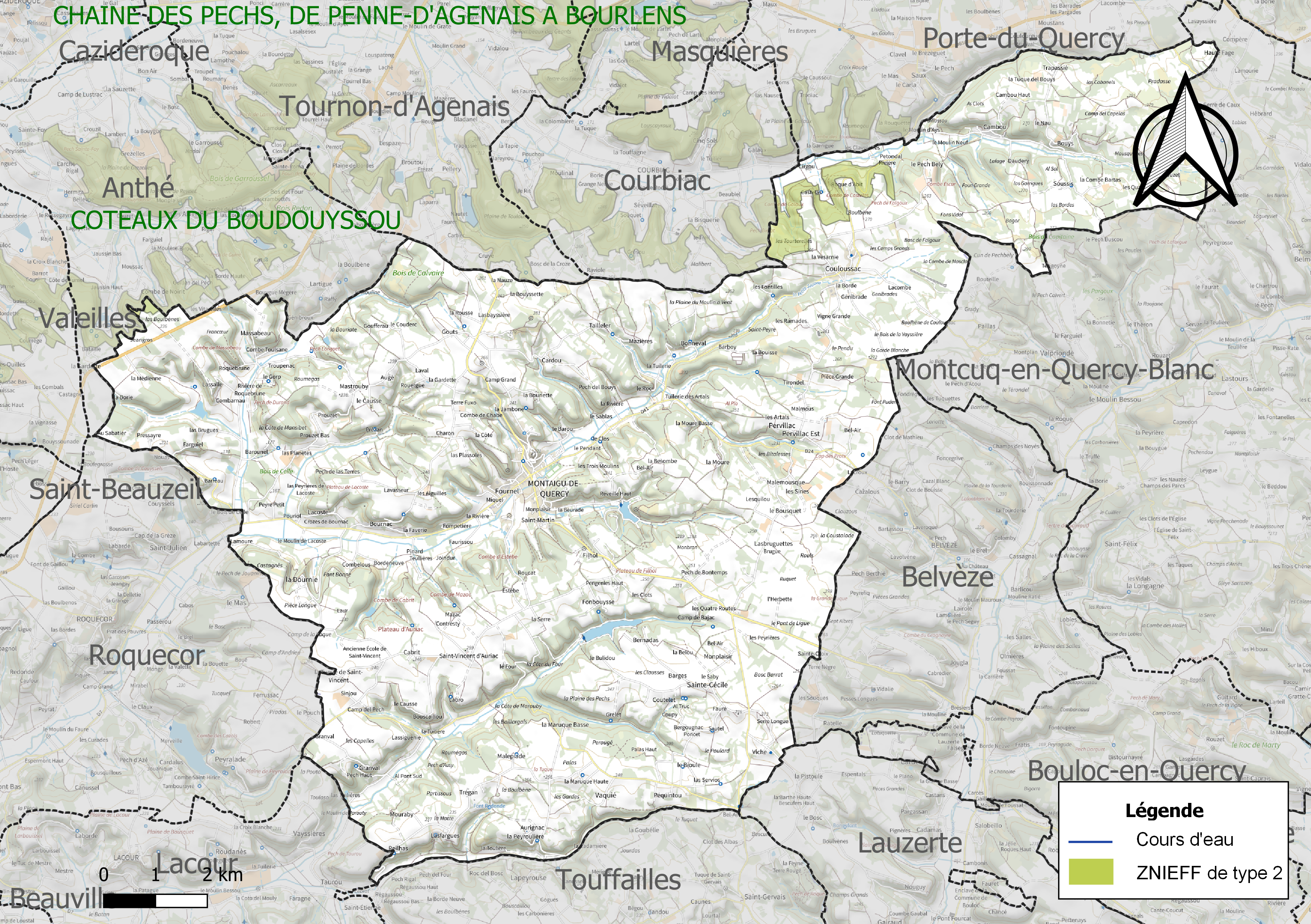
Carte de la ZNIEFF de type 2 sur la commune.

## Urbanisme

### Typologie
Au 1er janvier 2024, Montaigu-de-Quercy est catégorisée commune rurale à habitat très dispersé, selon la nouvelle grille communale de densité à sept niveaux définie par l'Insee en 2022.
Elle est située hors unité urbaine et hors attraction des villes,.

### Occupation des sols
L'occupation des sols de la commune, telle qu'elle ressort de la base de données européenne d’occupation biophysique des sols Corine Land Cover (CLC), est marquée par l'importance des territoires agricoles (76,3 % en 2018), en diminution par rapport à 1990 (77,4 %). La répartition détaillée en 2018 est la suivante :
zones agricoles hétérogènes (37,4 %), terres arables (24,1 %), forêts (19,2 %), prairies (14,9 %), milieux à végétation arbustive et/ou herbacée (3,4 %), zones urbanisées (0,7 %), espaces verts artificialisés, non agricoles (0,4 %). L'évolution de l’occupation des sols de la commune et de ses infrastructures peut être observée sur les différentes représentations cartographiques du territoire : la carte de Cassini (XVIIIe siècle), la carte d'état-major (1820-1866) et les cartes ou photos aériennes de l'IGN pour la période actuelle (1950 à aujourd'hui).

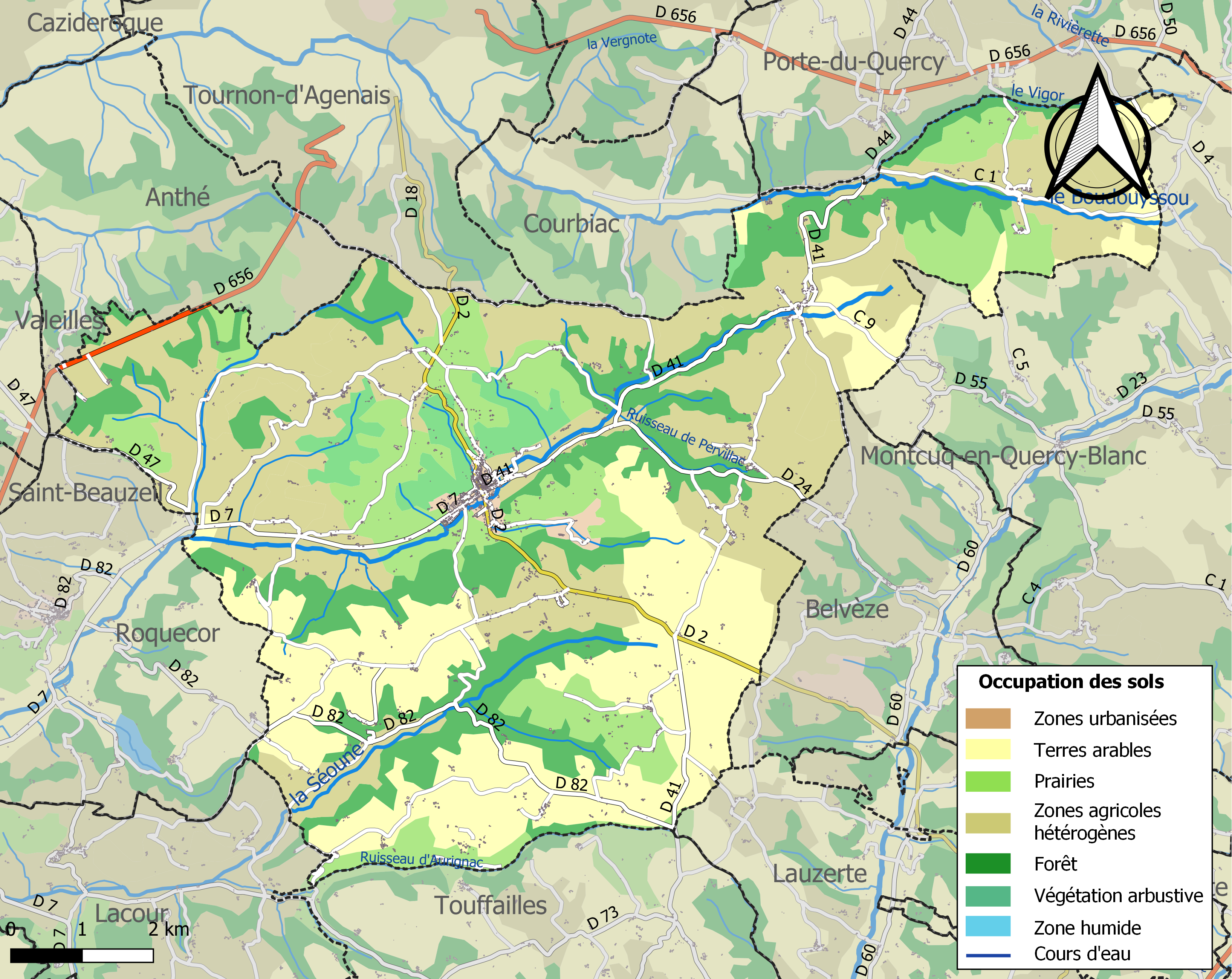
Carte des infrastructures et de l'occupation des sols de la commune en 2018 (CLC).

### Voies de communication et transports
Accès avec les routes départementales D 2 et D 7. Voir aussi l'ancien Tramways de Tarn-et-Garonne.

### Risques majeurs
Le territoire de la commune de Montaigu-de-Quercy est vulnérable à différents aléas naturels : météorologiques (tempête, orage, neige, grand froid, canicule ou sécheresse), inondations, mouvements de terrains et séisme (sismicité très faible). Il est également exposé à un risque technologique, le transport de matières dangereuses. Un site publié par le BRGM permet d'évaluer simplement et rapidement les risques d'un bien localisé soit par son adresse soit par le numéro de sa parcelle.

#### Risques naturels
Certaines parties du territoire communal sont susceptibles d’être affectées par le risque d’inondation par débordement de cours d'eau, notamment la Petite Séoune, le Boudouyssou et la Séoune. La cartographie des zones inondables en ex-Midi-Pyrénées réalisée dans le cadre du XIe Contrat de plan État-région, visant à informer les citoyens et les décideurs sur le risque d’inondation, est accessible sur le site de la DREAL Occitanie. La commune a été reconnue en état de catastrophe naturelle au titre des dommages causés par les inondations et coulées de boue survenues en 1982, 1992, 1996, 1999, 2000 et 2007,.
Montaigu-de-Quercy est exposée au risque de feu de forêt. Le département de Tarn-et-Garonne présentant toutefois globalement un niveau d’aléa moyen à faible très localisé, aucun Plan départemental de protection des forêts contre les risques d’incendie de forêt (PFCIF) n'a été élaboré. Le débroussaillement aux abords des maisons constitue l’une des meilleures protections pour les particuliers contre le feu,.

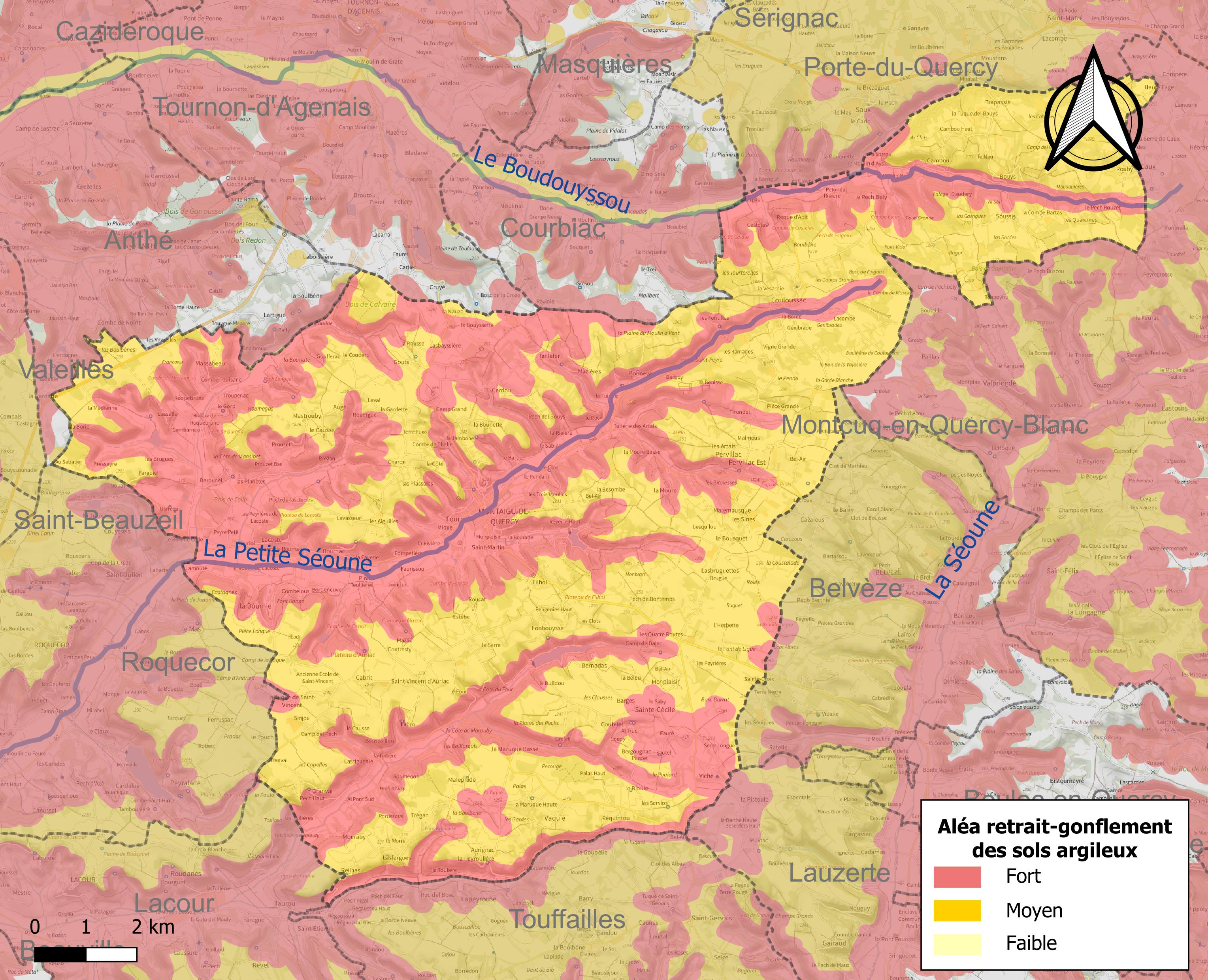
Carte des zones d'aléa retrait-gonflement des sols argileux de Montaigu-de-Quercy.

Les mouvements de terrains susceptibles de se produire sur la commune sont des tassements différentiels.
Le retrait-gonflement des sols argileux est susceptible d'engendrer des dommages importants aux bâtiments en cas d’alternance de périodes de sécheresse et de pluie. 99,9 % de la superficie communale est en aléa moyen ou fort (92 % au niveau départemental et 48,5 % au niveau national). Sur les 958 bâtiments dénombrés sur la commune en 2019, 958 sont en aléa moyen ou fort, soit 100 %, à comparer aux 96 % au niveau départemental et 54 % au niveau national. Une cartographie de l'exposition du territoire national au retrait gonflement des sols argileux est disponible sur le site du BRGM,.
Par ailleurs, afin de mieux appréhender le risque d’affaissement de terrain, l'inventaire national des cavités souterraines permet de localiser celles situées sur la commune.
Concernant les mouvements de terrains, la commune a été reconnue en état de catastrophe naturelle au titre des dommages causés par la sécheresse en 2003, 2005 et 2009 et par des mouvements de terrain en 1999.

#### Risques technologiques
Le risque de transport de matières dangereuses sur la commune est lié à sa traversée par des infrastructures routières ou ferroviaires importantes ou la présence d'une canalisation de transport d'hydrocarbures. Un accident se produisant sur de telles infrastructures est susceptible d’avoir des effets graves sur les biens, les personnes ou l'environnement, selon la nature du matériau transporté. Des dispositions d’urbanisme peuvent être préconisées en conséquence.

## Toponymie
Le nom de la localité est attesté sous la forme castello quem vocant Montem acutum, c’est-à-dire un « château qu’on appelle mont aigu » dans un texte de 1040, de Gotz en 1328.
Son nom fait référence à la capacité de défense que recèle sa situation[style à revoir]. En effet, le toponyme est issu du latin mons, « montagne », « mont », et acutus, « aigu ».

## Histoire
En 1580, la ville est prise par les protestants commandé par Agrippa d'Aubigné, qui la défend ensuite contre les troupes royales du comte de Lude.

### Héraldique
La ville de Montaigu-de-Quercy a adopté le blason de la branche aînée de la famille Montagu-Mondenard qui possédait un château à Montaigu-de-Quercy qui a disparu.
| Montaigu-de-Quercy | Les armes peuvent se blasonner ainsi : « Écartelé d'argent et d'azur. » |

## Politique et administration

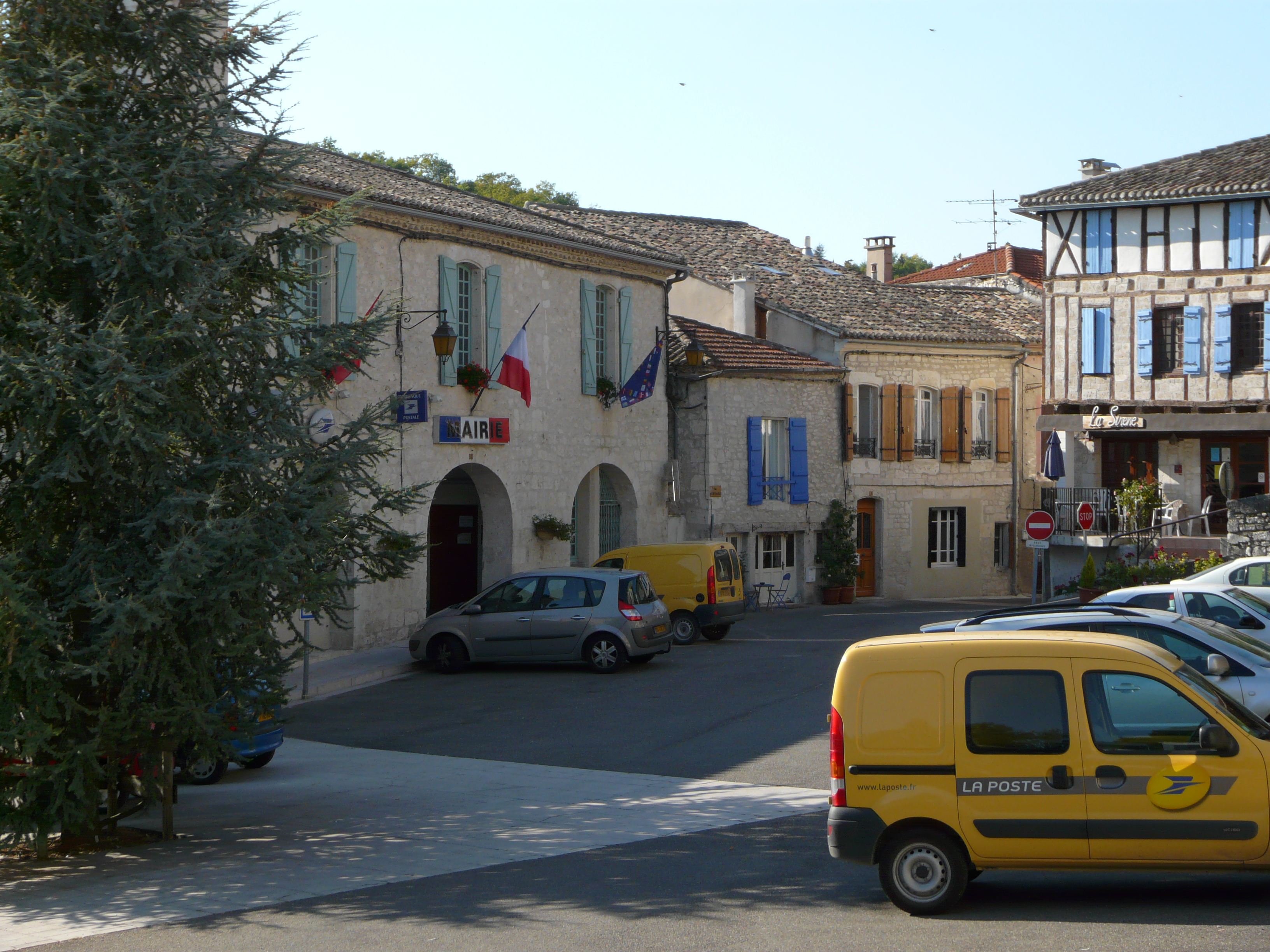
Mairie

### Administration municipale
Le nombre d'habitants au recensement de 2011 étant compris entre 500 et 1 499 habitants, le nombre de membres du conseil municipal pour l'élection de 2014 est de quinze,.

### Rattachements administratifs et électoraux
Commune faisant partie de l'arrondissement de Castelsarrasin de la communauté de communes du Pays de Serres en Quercy et du canton du Pays de Serres Sud-Quercy (avant le redécoupage départemental de 2014, Montaigu-de-Quercy était le chef-lieu de l'ex-canton de Montaigu-de-Quercy et avant le 1er janvier 2017 elle faisait partie de la communauté de communes de Montaigu-de-Quercy Pays de Serres).

### Liste des maires
| Période                                  | Période  | Identité          | Étiquette | Qualité |
| ---------------------------------------- | -------- | ----------------- | --------- | ------- |
| mars 1977                                | 2001     | André Combedouzou |           |         |
| mars 2001                                | 2008     | François Comte    |           |         |
| mars 2008                                | En cours | Robert Alazard    | DVG       |         |
| Les données manquantes sont à compléter. |          |                   |           |         |

### Lieux-dits
La commune de Montaigu-de-Quercy compte 181 lieux-dits ou écarts, parmi lesquels :
Le Clos, Maison-Neuve, Bel-Air, Le Chalet, Laval, La Tuiliere, Montplaisir, Le Faure, Le Roc, La Serre, etc.

## Population et société

### Démographie
L'évolution du nombre d'habitants est connue à travers les recensements de la population effectués dans la commune depuis 1793. Pour les communes de moins de 10 000 habitants, une enquête de recensement portant sur toute la population est réalisée tous les cinq ans, les populations de référence des années intermédiaires étant quant à elles estimées par interpolation ou extrapolation. Pour la commune, le premier recensement exhaustif entrant dans le cadre du nouveau dispositif a été réalisé en 2008.

En 2022, la commune comptait 1 295 habitants, en évolution de −3,43 % par rapport à 2016 (Tarn-et-Garonne : +3,12 %, France hors Mayotte : +2,11 %).
| 1793  | 1800  | 1806  | 1821  | 1831  | 1836  | 1841  | 1846  | 1851  |
| ----- | ----- | ----- | ----- | ----- | ----- | ----- | ----- | ----- |
| 3 360 | 3 726 | 3 872 | 4 221 | 4 172 | 4 205 | 4 073 | 3 891 | 3 788 |

| 1856  | 1861  | 1866  | 1872  | 1876  | 1881  | 1886  | 1891  | 1896  |
| ----- | ----- | ----- | ----- | ----- | ----- | ----- | ----- | ----- |
| 3 700 | 3 500 | 3 450 | 3 220 | 3 090 | 3 022 | 2 883 | 2 759 | 2 515 |

| 1901  | 1906  | 1911  | 1921  | 1926  | 1931  | 1936  | 1946  | 1954  |
| ----- | ----- | ----- | ----- | ----- | ----- | ----- | ----- | ----- |
| 2 391 | 2 223 | 1 994 | 1 841 | 1 834 | 1 860 | 1 844 | 1 741 | 1 674 |

| 1962  | 1968  | 1975  | 1982  | 1990  | 1999  | 2006  | 2008  | 2013  |
| ----- | ----- | ----- | ----- | ----- | ----- | ----- | ----- | ----- |
| 1 589 | 1 596 | 1 481 | 1 526 | 1 634 | 1 440 | 1 421 | 1 415 | 1 370 |

| 2018  | 2022  | - | - | - | - | - | - | - |
| ----- | ----- | - | - | - | - | - | - | - |
| 1 306 | 1 295 | - | - | - | - | - | - | - |

| selon la population municipale des années : | 1968 | 1975 | 1982 | 1990 | 1999 | 2006 | 2009 | 2013 |
| Rang de la commune dans le département      | 16   | 22   | 20   | 21   | 24   | 28   | 30   | 36   |
| Nombre de communes du département           | 195  | 195  | 195  | 195  | 195  | 195  | 195  | 195  |

### Enseignement
Montaigu-de-Quercy fait partie de l'académie de Toulouse.
L'enseignement est assuré sur la commune par une école primaire (maternelle et élémentaire).

### Santé
Maison de retraite type EHPAD

### Culture et festivités
Comité des fêtes, office de tourisme,

### Activités sportives
Tour de Tarn-et-Garonne, pétanque,

## Économie

### Revenus
En 2018, la commune compte 647 ménages fiscaux, regroupant 1 276 personnes. La médiane du revenu disponible par unité de consommation est de 18 180 € (20 140 € dans le département).

### Emploi
|                | 2008  | 2013   | 2018   |
| -------------- | ----- | ------ | ------ |
| Commune        | 7,6 % | 11,7 % | 10 %   |
| Département    | 8,4 % | 10,2 % | 10,3 % |
| France entière | 8,3 % | 10 %   | 10 %   |

En 2018, la population âgée de 15 à 64 ans s'élève à 669 personnes, parmi lesquelles on compte 74,7 % d'actifs (64,7 % ayant un emploi et 10 % de chômeurs) et 25,3 % d'inactifs,. En 2018, le taux de chômage communal (au sens du recensement) des 15-64 ans est inférieur à celui du département, mais supérieur à celui de la France, alors qu'en 2008 il était inférieur à celui de la France.
La commune est hors attraction des villes,. Elle compte 516 emplois en 2018, contre 545 en 2013 et 605 en 2008. Le nombre d'actifs ayant un emploi résidant dans la commune est de 457, soit un indicateur de concentration d'emploi de 112,9 % et un taux d'activité parmi les 15 ans ou plus de 45,9 %.
Sur ces 457 actifs de 15 ans ou plus ayant un emploi, 274 travaillent dans la commune, soit 60 % des habitants. Pour se rendre au travail, 76,8 % des habitants utilisent un véhicule personnel ou de fonction à quatre roues, 0,4 % les transports en commun, 13,1 % s'y rendent en deux-roues, à vélo ou à pied et 9,6 % n'ont pas besoin de transport (travail au domicile).

### Activités hors agriculture

#### Secteurs d'activités
163 établissements sont implantés à Montaigu-de-Quercy au 31 décembre 2019. Le tableau ci-dessous en détaille le nombre par secteur d'activité et compare les ratios avec ceux du département,.
| Secteur d'activité                                                                                        | Commune | Commune | Département |
| Secteur d'activité                                                                                        | Nombre  | %       | %           |
| --- | ------- | ------- | ----------- |
| Ensemble                                                                                                  | 163     | 100 %   | (100 %)     |
| Industrie manufacturière, industries extractives et autres                                                | 16      | 9,8 %   | (9,6 %)     |
| Construction                                                                                              | 25      | 15,3 %  | (14,9 %)    |
| Commerce de gros et de détail, transports, hébergement et restauration                                    | 51      | 31,3 %  | (29,7 %)    |
| Information et communication                                                                              | 2       | 1,2 %   | (1,9 %)     |
| Activités financières et d'assurance                                                                      | 7       | 4,3 %   | (3,4 %)     |
| Activités immobilières                                                                                    | 7       | 4,3 %   | (3,3 %)     |
| Activités spécialisées, scientifiques et techniques et activités de services administratifs et de soutien | 17      | 10,4 %  | (14,1 %)    |
| Administration publique, enseignement, santé humaine et action sociale                                    | 21      | 12,9 %  | (13,6 %)    |
| Autres activités de services                                                                              | 17      | 10,4 %  | (9,3 %)     |

Le secteur du commerce de gros et de détail, des transports, de l'hébergement et de la restauration est prépondérant sur la commune puisqu'il représente 31,3 % du nombre total d'établissements de la commune (51 sur les 163 entreprises implantées à Montaigu-de-Quercy), contre 29,7 % au niveau départemental.

#### Entreprises et commerces
Les trois entreprises ayant leur siège social sur le territoire communal qui génèrent le plus de chiffre d'affaires en 2020 sont :
- Donjimar, supermarchés (4 041 k€)
- SARL Lopez Et Fils, commerce de voitures et de véhicules automobiles légers (1 244 k€)
- SARL Du Quercy Des Iles, commerce de gros (commerce interentreprises) de boissons (332 k€)

### Agriculture
La commune est dans le pays de Serres, une petite région agricole située dans le nord-ouest du département de Tarn-et-Garonne. En 2020, l'orientation technico-économique de l'agriculture  sur la commune est la polyculture et/ou le polyélevage.
|               | 1988  | 2000  | 2010  | 2020  |
| ------------- | ----- | ----- | ----- | ----- |
| Exploitations | 139   | 96    | 72    | 64    |
| SAU (ha)      | 3 870 | 3 884 | 3 694 | 4 086 |

Le nombre d'exploitations agricoles en activité et ayant leur siège dans la commune est passé de 139 lors du recensement agricole de 1988  à 96 en 2000 puis à 72 en 2010 et enfin à 64 en 2020, soit une baisse de 54 % en 32 ans. Le même mouvement est observé à l'échelle du département qui a perdu pendant cette période 57 % de ses exploitations,. La surface agricole utilisée sur la commune a quant à elle augmenté, passant de 3 870 ha en 1988 à 4 086 ha en 2020. Parallèlement la surface agricole utilisée moyenne par exploitation a augmenté, passant de 28 à 64 ha.

## Culture locale et patrimoine

### Lieux et monuments

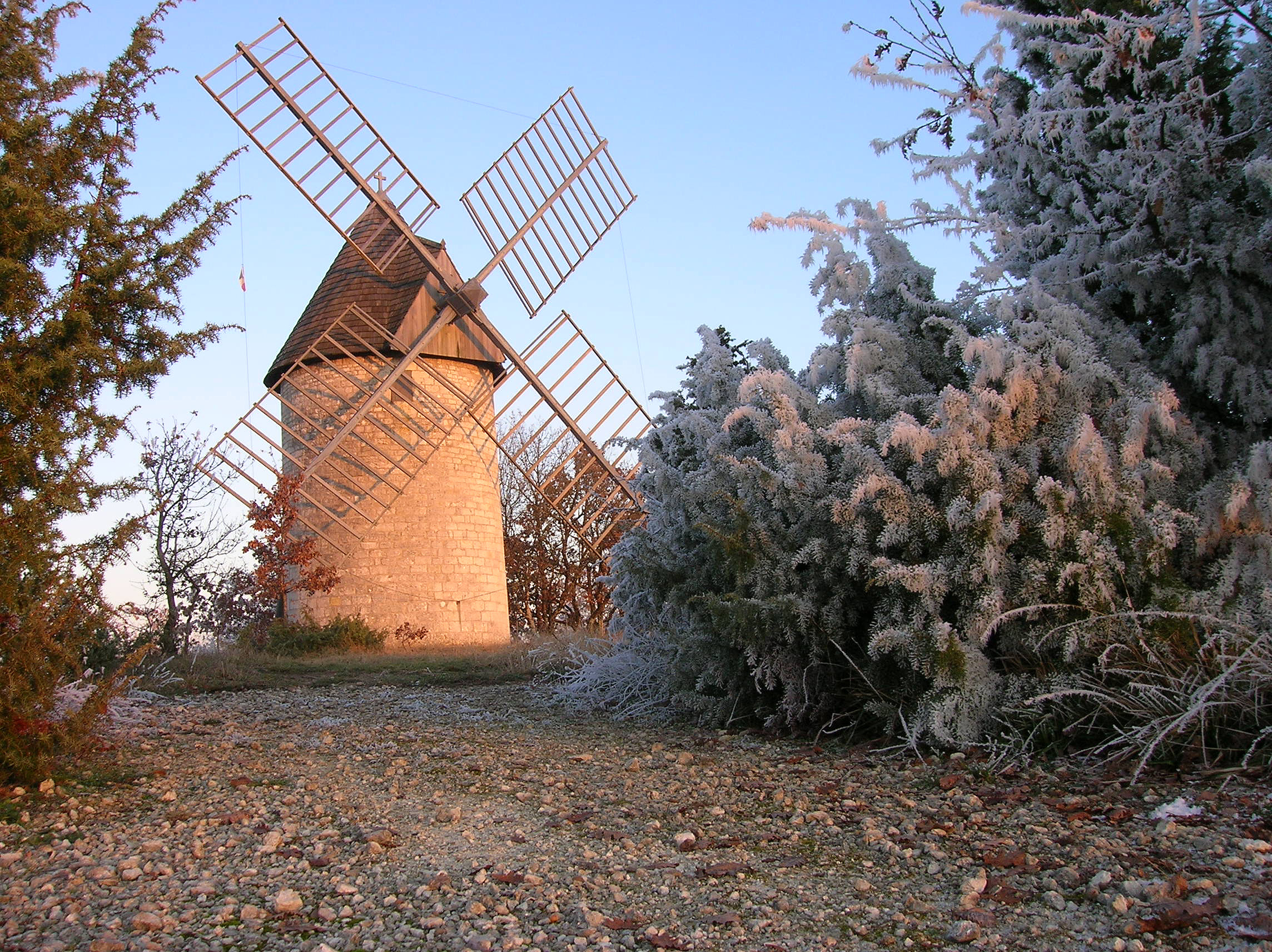
Moulin de Bagor en 2006

- Église paroissiale Saint-Michel de Montaigu-de-Quercy. L'édifice est référencé dans la base Mérimée et à l'Inventaire général Région Occitanie[59]. Plusieurs objets sont référencés dans la base Palissy[59].
- Un monument aux morts créé en 1923 par Louis Maubert (sculpture en pierre reconstituée).
- Le moulin à vent de Bagor[60], situé sur la commune près du village de Valprionde.
- L'église Saint-Caprais d'Aurignac
- L'église Saint-Pierre de Bonneval. L'édifice est référencé dans la base Mérimée et à l'Inventaire général Région Occitanie[61].
- L'église Saint-Pierre de Bournac. L'édifice est référencé dans la base Mérimée et à l'Inventaire général Région Occitanie[62]. Plusieurs objets sont référencés dans la base Palissy[62].
- L'église de la Nativité-de-Notre-Dame de Couloussac. L'édifice est référencé dans la base Mérimée et à l'Inventaire général Région Occitanie[63]. Plusieurs objets sont référencés dans la base Palissy[63].
- L'Église Notre-Dame de Gouts. L'édifice a été inscrit au titre des monuments historiques en 1988[64]. Plusieurs objets sont référencés dans la base Palissy[64].
- L'Église Saint-Pierre de Pervillac. L'édifice a été inscrit au titre des monuments historiques en 1979[65]. Plusieurs objets sont référencés dans la base Palissy[65].
- L'église Sainte-Cécile de Sainte-Cécile. L'édifice est référencé dans la base Mérimée et à l'Inventaire général Région Occitanie[66].
- L'église Saint-Martin-de-Bournazel de Saint-Martin.
- L'église Saint-Vincent de Saint-Vincent d'Auriac. L'édifice est référencé dans la base Mérimée et à l'Inventaire général Région Occitanie[67]. Plusieurs objets sont référencés dans la base Palissy[67].
- L'église Saint-Caprais de Soucis.

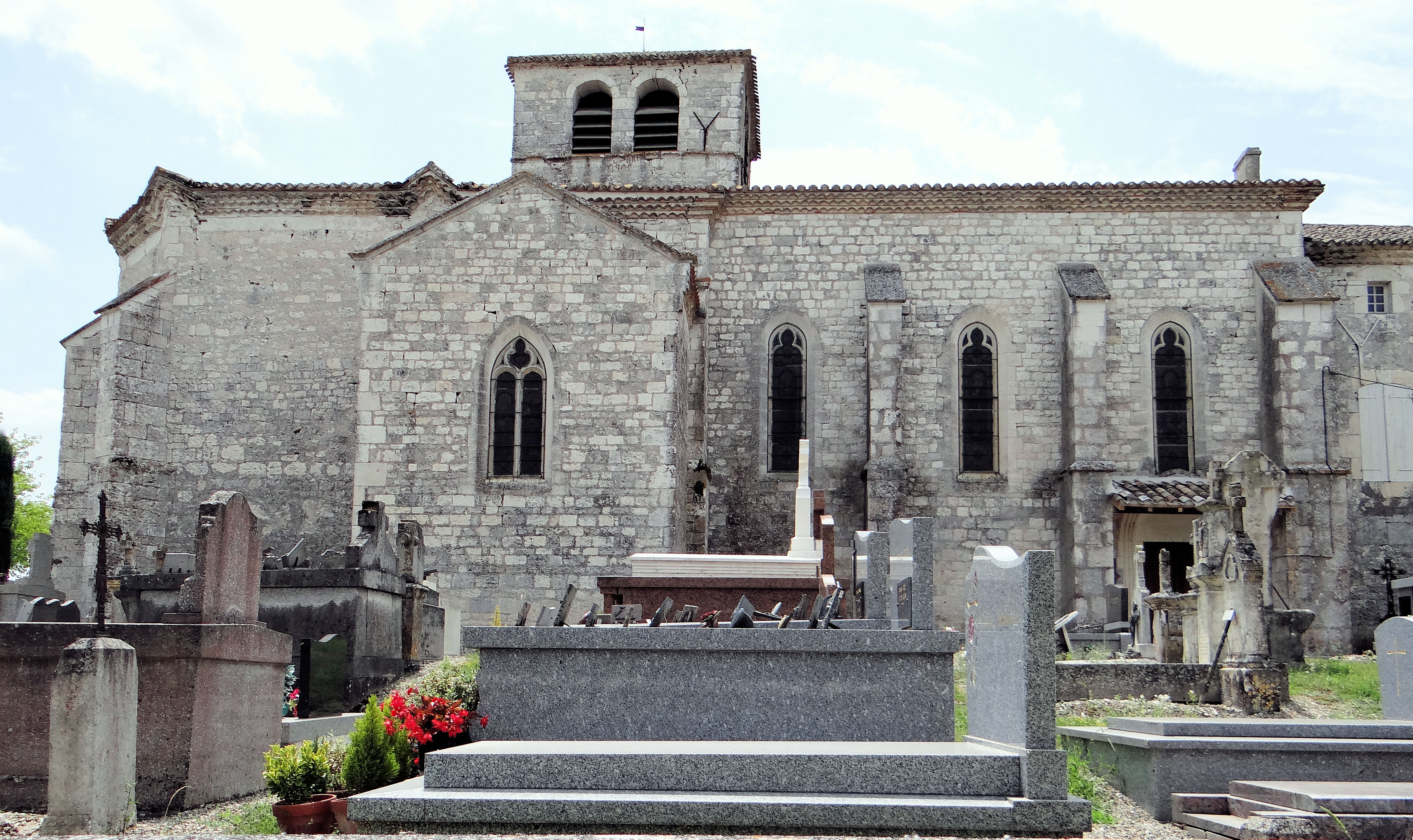
Église Notre-Dame de Gouts
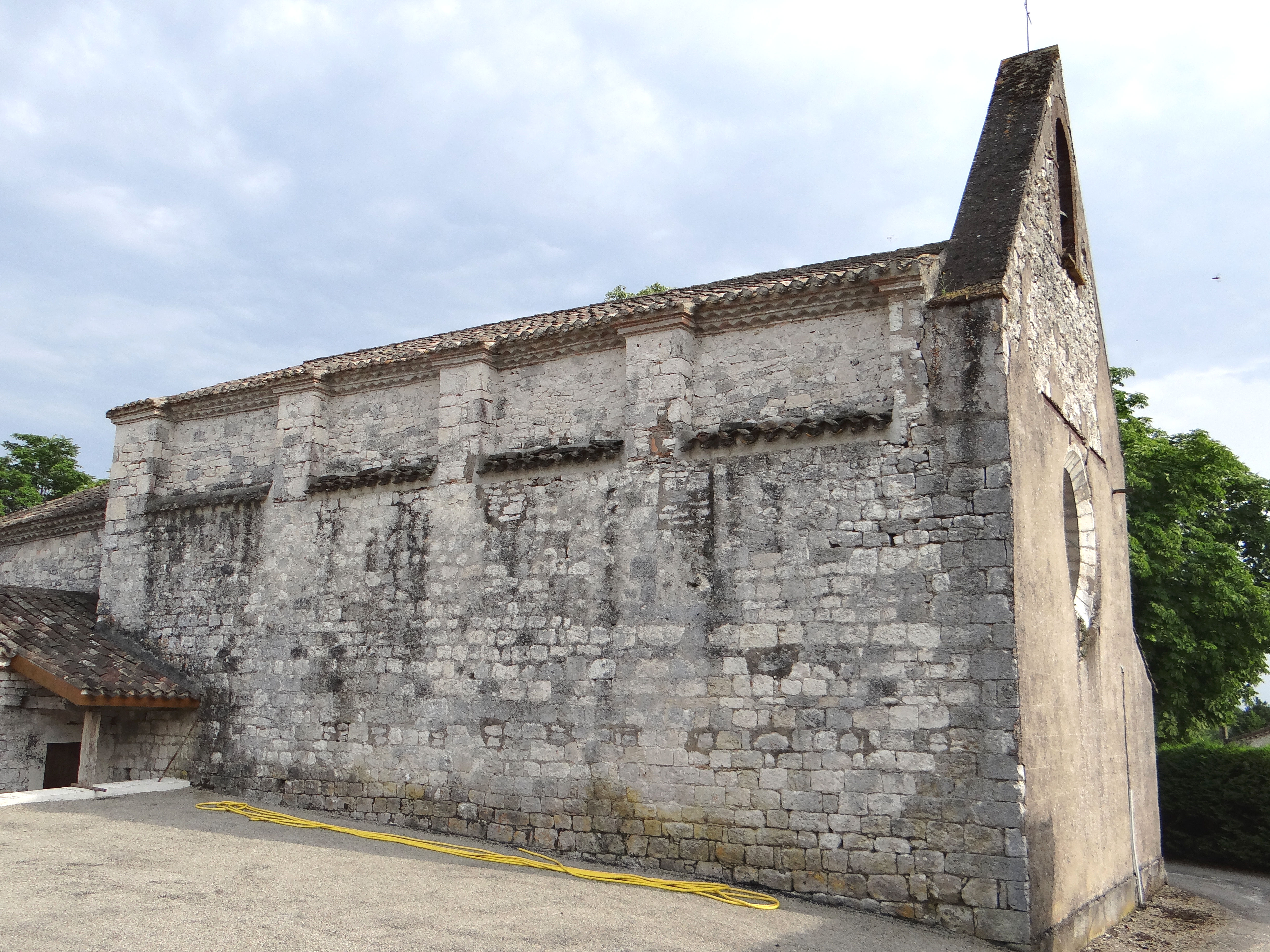
Église Saint-Pierre de Pervillac

### Personnalités liées à la commune
Nés dans la commune, par dates de naissance :
- Jean Andrieu, photographe, photographe né le 20 juillet 1816 à Montaigu-de-Quercy et mort après 1895, lieu inconnu.
- François Dupuy, homme politique né le 8 juillet 1846 à Montaigu-de-Quercy - décédé le 13 février 1921 à Moissac (Tarn-et-Garonne).
- Louis-Jean Delmas, homme politique né le 3 septembre 1906 à Montaigu-de-Quercy - décédé le 23 mars 2002 à Montauban (Tarn-et-Garonne).

Décédés dans la commune :
- John Wansbrough, historien américain né le 19 février 1928 à Peoria (Illinois), États-Unis - décédé le 10 juin 2002 à Montaigu-de-Quercy.
- Roger Whittaker

Résident, inhumé dans la commune :
- Ouali Azem, homme politique et agriculteur né le 3 mars 1913 à Agouni Gueghrane (en Algérie) - décédé le 1er septembre 2002 à Montauban (Tarn-et-Garonne).

## Pour approfondir